# Nigel Davenport
Pour les articles homonymes, voir Davenport.
Nigel Davenport était un acteur britannique, né le 23 mai 1928 à Shelford, (Cambridge) et mort le 25 octobre 2013 à Gloucester.

## Biographie
Il grandit dans une famille d'universitaires. Il commence sa carrière dans le théâtre dans les années 1960 et sa carrière cinématographique dans des seconds rôles, puis se fait connaître au cinéma grâce à ses rôles du duc de Norfolk dans Un homme pour l'éternité en 1966, de John Custance dans Terre brûlée en 1970 et surtout de Lord Bothwell dans Marie Stuart, Reine d'Écosse en 1972. En 1974, il partage le premier rôle du film Phase IV avec Michael Murphy et Lynne Frederick, mais le film ne trouve pas son public. Depuis, Davenport a travaillé pour des seconds rôles comme inspecteur de police ou noble. L'année 2000 marque la fin de sa carrière cinématographique.
Il a été marié (et divorcé) à deux reprises :
1. avec Helena White de 1951 à 1960 : ils ont eu une fille, Laura, et un fils, Hugo.
2. avec l'actrice Maria Aitken de 1972 à 1980 : ils ont eu un fils, l'acteur Jack Davenport.

## Filmographie

### au cinéma
- 1959 : Les Corps sauvages (Look Back in Anger) de Tony Richardson - Le premier VIP
- 1959 : Desert Mice de Michael Relph (non crédité)
- 1960 : Le Voyeur (Peeping Tom) de Michael Powell - Sergent Miller
- 1960 : Le Cabotin (The Entertainer) de Tony Richardson - Theatre Manager (non crédité)
- 1963 : Lunch Hour (en) de James Hill - Manager
- 1963 : Dans la douceur du jour (In the Cool of the Day) de Robert Stevens - Leonard Groves
- 1963 : Ladies Who Do (en) de C.M. Pennington-Richards - M. Strang
- 1964 : Le Secret du docteur Whitset (The Third Secret) de Charles Crichton : Lew Harding
- 1965 : Passeport pour l'oubli (Where the Spies Are) de Val Guest - Parkington
- 1965 : Cyclone à la Jamaïque (A High Wind in Jamaica) de Alexander Mackendrick - M.Thornton
- 1965 : Les Sables du Kalahari (Sands of the Kalahari) de Cy Endfield - Sturdevan
- 1965 : Les Chemins de la puissance de Ted Kotcheff - Mottram
- 1966 : Un homme pour l'éternité (A Man for All Seasons) de Fred Zinnemann - Le duc de Norfolk
- 1968 : Enfants de salauds (Play Dirty) d'André de Toth - Capitaine Cyril Leech
- 1968 : Les Filles du code secret (Sebastian)
- 1968 : Les Filles du code secret (Sebastian) de David Greene - Gen. Phillips
- 1968 : Chantage à la drogue (The Strange Affair) de David Greene - l'avocat de la défense
- 1969 : Davey des grands chemins (Sinful Davey) de John Huston - Richardson
- 1969 : The Royal Hunt of the Sun d'Irving Lerner - De Soto
- 1969 : The Virgin Soldiers de John Dexter (en) - Sgt. Driscoll
- 1970 : The Mind of Mr. Soames (en) de Alan Cooke - Dr. Maitland
- 1970 : Terre brûlée (No Blade of Grass) de Cornel Wilde - John Custance
- 1970 : La Vallée perdue (The Last Valley) de James Clavell - Gruber
- 1971 : Salaud (Villain) de Michael Tuchner - Bob Matthews
- 1971 : Marie Stuart, Reine d'Écosse (Mary, Queen of Scots) de Charles Jarrott - Lord Bothwell
- 1972 : Living Free de Jack Couffer - George Adamson
- 1972 : L'Attentat d'Yves Boisset
- 1973 : Charley le borgne (Charley One-Eye) de Don Chaffey : le chasseur de primes
- 1974 : La Regenta (en) de Gonzalo Suárez
- 1974 : Phase IV de Saul Bass - Dr Ernest D. Hobbs
- 1977 : Stand Up, Virgin Soldiers (en) de Norman Cohen (en) - Sgt. Driscoll
- 1977 : L'Île du docteur Moreau (The Island of Dr. Moreau) de Don Taylor - Montgomery
- 1978 : Death of a Snowman de Christopher Rowley - Lt. Ben Deel
- 1979 : The London Connection (en) de Robert Clouse - Arthur Minton
- 1979 : L'Ultime Attaque (Zulu Dawn) de Douglas Hickox - Col. Hamilton-Brown
- 1981 : Les Chariots de feu (Chariots of Fire) de Hugh Hudson - Lord Birkenhead
- 1981 : Les Faucons de la nuit (Nighthawks) de Bruce Malmuth - Peter Hartman
- 1982 : Den Tüchtigen gehört die Welt de Peter Patzak - Pigel
- 1983 : Strata de Geoff Steven - Victor
- 1984 : Greystoke, la légende de Tarzan (Greystoke: The Legend of Tarzan, Lord of the Apes) de Hugh Hudson - Major Jack Downing
- 1986 : Caravaggio de Derek Jarman - Giustiniani
- 1988 : Élémentaire, mon cher... Lock Holmes (Without a Clue), de Thom Eberhardt - Lord Smithwick
- 1997 : La Guerre de l'opium (yāpiàn zhànzhēng) de Xie Jin
- 1998 : La vuelta de El Coyote (es) de Mario Camus - Félix de Echagüe
- 2000 : The Mumbo Jumbo de Stephen Cookson - Major Cowpat
- 2003 : Shanghai Kid 2 de David Dobkin - Vieillard (figuration)

Doublage Française 
René Arrieu dans :
.Cyclone à la Jamaïque
.Marie Stuart, Reine d'écosse 
Raymond Loyer dans :
.Les sables de Kalahari 
.Un homme pour l'éternité 
.Massada (Mini Série)
Raoul Curet dans :
.Les chemins de la puissance
André Valmy dans :
.Enfants de salaud
Claude Joseph dans :
.La vallée perdue 
Jean Louis Jemma dans :
.Salaud
Edmond Bernard dans :
.L'île du docteur Moreau
.L'Ultime Attaque
Jean Claude Michel dans :
.Les chariots de feu
.Les faucons de la nuit
Jacques Ferrière dans :
.Greystocke, la légende de Tarzan

### à la télévision
- 1955 : BBC Sunday-Night Theatre (en), série, 1 épisode - Jackson
- 1956 : London Playhouse, série, 1 épisode - Sgt. Buxton
- 1956 : Tales from Soho (en), série, 1 épisode - Det. Sgt. Spence
- 1956 : Le Comte de Monte-Cristo (en) (The Count of Monte Cristo), série, 1 épisode - l'Etranger
- 1957 : Sword of Freedom (en), série, 1 épisode - Berto
- 1957 : Robin des Bois, série, 6 épisodes
- 1958 : Big Guns, série, 6 épisodes - Sgt. Spence
- 1958 : ITV Television Playhouse, série,1 épisode - Alfred Trapp
- 1959 : Great Expectations, série, 2 épisodes - Bentley Drummle
- 1960 : Robin des Bois, série, 1 épisode - Sir Peter Marston
- 1960 : BBC Sunday-Night Play, série, 1 épisode - M. Bartram
- 1962 : Sir Francis Drake, le corsaire de la reine, série, 1 épisode - Don Miguel de Cervantes
- 1962 : Le Saint (The Saint), série, épisodes 1-12 - Aldo Petri
- 1963 : Man of the World (en), série, 1 épisode - Grabowsky
- 1963 : The DuPont Show of the Week (en), 1 épisode - Philip Maybrick
- 1963 : ITV Television Playhouse, série, 2 épisodes - Philip Maybrick
- 1963 : Zéro un Londres (Zero One), série, 1 épisode - Mills
- 1963 : The Edgar Wallace Mystery Theatre; série, 1 épisode - Dino Steffano
- 1963 : ITV Play of the Week, série, 1 épisode - Henry Hutton
- 1964 : Espionage, série, 1 épisode - Frank Marston
- 1964 : The Edgar Wallace Mystery Theatre; série, 1 épisode - Larry Mason
- 1964 : Madame Bovary, série, 3 épisodes - Rodolphe
- 1964 : ITV Play of the Week, série, 1 épisode
- 1965 : ITV Play of the Week, série, 1 épisode - Dandridge
- 1965 : Le Saint (The Saint), série, épisodes 3-16 - Charles Voyson
- 1965:  Chapeau Melon et Bottes de Cuir (The Avengers), saison 4, les Chevaliers de la Mort - Lord Barnes/Maj. Robertson
- 1966 : The Wednesday Play, série, 1 épisode - Inspecteur Potter
- 1966 : Five More, série, épisode Shotgun - Joshua
- 1967 : Dial M for Murder, téléfilm - Lesgate
- 1968 : Theatre 625, série, 3 épisodes - Donkin
- 1968 : From Chekhov with Love, téléfilm
- 1968 : Thirty-Minute Theatre (en), série, 1 épisode - Robert Larkin
- 1969 : Les Règles du jeu (The Name of the Game), série, 1 épisode - David Windom
- 1970 : Thirty-Minute Theatre (en), série, 1 épisode - le prisonnier
- 1972 : Thirty-Minute Theatre (en), série, 1 épisode - Robert Larkin
- 1972 : Shirley's World, série, 1 épisode - Richard Burley
- 1972 : The Edwardians, série, 1 épisode - Sir Arthur Conan Doyle
- 1973 : On Such a Night, téléfilm
- 1973 : Le Portrait de Dorian Gray (The Picture of Dorian Gray), téléfilm - Lord Harry Wotton
- 1974 : Dracula et ses femmes vampires, téléfilm - Dr. Van Helsing
- 1974 : South Riding, série, 11 épisodes - Robert Carne
- 1975 : BBC Play of the Month, série, 1 épisode - King Magnus
- 1975 : Oil Strike North (en), série, 11 épisodes - Jim Fraser
- 1977 : Moths, téléfilm - Count Zouroff
- 1977 : Romance, série, 1 épisode - Prince Zouroff
- 1978 : Much Ado About Nothing, téléfilm - Don Pedro
- 1979 : The Omega Connection, 1 épisode de la série Disneyland- Arthur Minton
- 1979 : Prince Regent (série télévisée)Prince Regent, série, 8 épisodes - King George III
- 1980 : The Ordeal of Dr. Mudd, téléfilm - Col. George Grenfell
- 1980 : Cry of the Innocent, téléfilm - Gray Harrison Hunt
- 1981 : Masada, mini-séries - Senator Mucianus
- 1981 : Bognor, série, 4 épisodes - Edgar Eagerly
- 1981 : Goodbye Darling, série, 1 épisode - John March
- 1981 : Le Songe d'une nuit d'été (A Midsummer Night's Dream), téléfilm - Theseus, réalisé par Elijah Moshinsky
- 1982 : Minder, série, 1 épisode - Ray
- 1982 : Bird of Prey (en), série - Charles Bridgnorth
- 1982 : An Inspector Calls, mini-séries - Mr. Birling
- 1983 : on't Rock the Boat, série, 12 épisodes - Jack Hoxton
- 1984 : The Biko Inquest, téléfilm - Colonel Goosen
- 1984 : A Christmas Carol (en), téléfilm - Silas Scrooge
- 1986 : Mountbatten, le dernier vice-roi (Lord Mountbatten: The Last Viceroy), téléfilm - Ismay
- 1986 : The Good Doctor Bodkin-Adams, téléfilm
- 1986 : Ladies in Charge, série, 1 épisode - Count Litvinoff
- 1987-1990 : Howards' Way (en), série, 29 épisodes - Sir Edward Frere
- 1991 : Trainer (en), série, 13 épisodes - James Brant
- 1993 : The Upper Hand, série, 1 épisode - Mr. Douglas Hamilton
- 1993 : The Detectives, série, 1 épisode - Sir Arthur Andrews
- 1993 : Keeping Up Appearances, série, 1 épisode - The Commodore
- 1994 : Woof!, série, 1 épisode - Mr Wellesley
- 1995 : The Upper Hand, série, 1 épisode - Mr. Hamilton
- 1996 : Shanghai 1937, téléfilm - Butler
- 1996 : The Treasure Seekers, téléfilm - Lord Blackstock
- 2000 : Longitude, téléfilm - Sir Charles Pelham
- 2000 : Inspecteur Barnaby, série, 1 épisode - William Smithers
- 2000 : David Copperfield (en), téléfilm - Dan Peggotty

Doublage Française